# Dávid Ibolya
Dávid Ibolya Márta (Baja, 1954. augusztus 12. –) magyar ügyvéd, politikus, igazságügy-miniszter (1998–2002), az MDF elnöke (1999–2010). Országgyűlési képviselő volt a rendszerváltástól 2010-ig.

## Tanulmányai és jogászi tevékenysége
A bajai Tóth Kálmán Gimnáziumban érettségizett 1972-ben. Ezután három évig bedolgozóként tevékenykedett, majd 1975-ben felvették a Janus Pannonius Tudományegyetem Állam- és Jogtudományi Karára, ahol 1981-ben szerzett jogi doktorátust. Diplomázása után a tamási ügyvédi munkaközösség tagja volt, ahol 1985-ig ügyvédjelöltként, majd 1985 és 1990 között ügyvédként dolgozott.
1993 és 1996 között a Gyulaj Erdészeti Rt. igazgatótanácsának tagja volt.

## Politikai tevékenysége

### 1990 és 1998 között
1989. január 30-án lépett be a Magyar Demokrata Fórum hőgyészi szervezetébe. 1990 és 1994 között a Tolna megyei Közgyűlés tagja, ill. 1993 és 1997 között a párt Tolna megyei elnöke volt. 1996-ban beválasztották a párt országos elnökségébe, 1999. január 30-án a párt elnökévé választották.
Az 1990-es országgyűlési választáson jutott először mandátumhoz, amikor a Tamási központú Tolna megye 5. számú egyéni választókerületben nyerni tudott, amit 1998-ban és 2002-ben meg tudott ismételni. 1994-ben és 2006-ban pártja országos listájáról jutott be az Országgyűlésbe. 1992 és 1994 között az ügyrendi bizottság elnöke, ill. 1995 és 1998 között pedig az MDF frakcióvezető-helyettese volt.

### Az Orbán és Medgyessy-kormány idején
Orbán Viktor kormányában igazságügy-miniszterként ő volt az egyetlen MDF-es, illetve női miniszter. Ugyanebben az időszakban Békejobb 2000 nevű kezdeményezésével próbálta a kisebb jobboldali pártokat tömöríteni, kevés sikerrel.
1998-ban igazságügyi miniszterként Kunos Péter bankvezér kegyelmi kérelmét nem írta alá, noha az akkori köztársasági elnök Göncz Árpád kegyelmet adott neki. Korábban az volt az elterjedt nézet, hogy az igazságügyi miniszter szerepe a kegyelmi kérdésekben csupán formális, és mindig jóváhagyja a köztársasági elnök kegyelmét. Az aláírás hiányában a kegyelem nem lépett hatályba. Ez a magyar köztársaság történetében először fordult elő.
Beszélgetései, interjúi Miért éppen én? címmel jelentek meg 2001-ben.
2002-ben az Országgyűlés alelnökévé, illetve pártja frakcióvezető-helyettesévé is megválasztották. 2004-ben az európai parlamenti választásokon az MDF-lista vezetője volt, megszerzett mandátumát azonban átengedte párttársának, Olajos Péternek.

### A harmadik pártszakadás után
2004-ben az MDF országgyűlési frakciója kettészakadt. A Dávid Ibolya által vezetett pártirányvonalat bíráló tagok Lezsák Sándor és Ékes József vezetésével Lakitelek-munkacsoport néven szerveződtek meg. A munkacsoport tagjai rövidesen vagy kiváltak a frakcióból vagy kizárták őket. A frakció ekkor újjáalakult, Dávid Ibolyát újra frakcióvezető-helyettessé, illetve parlamenti alelnökké választották.

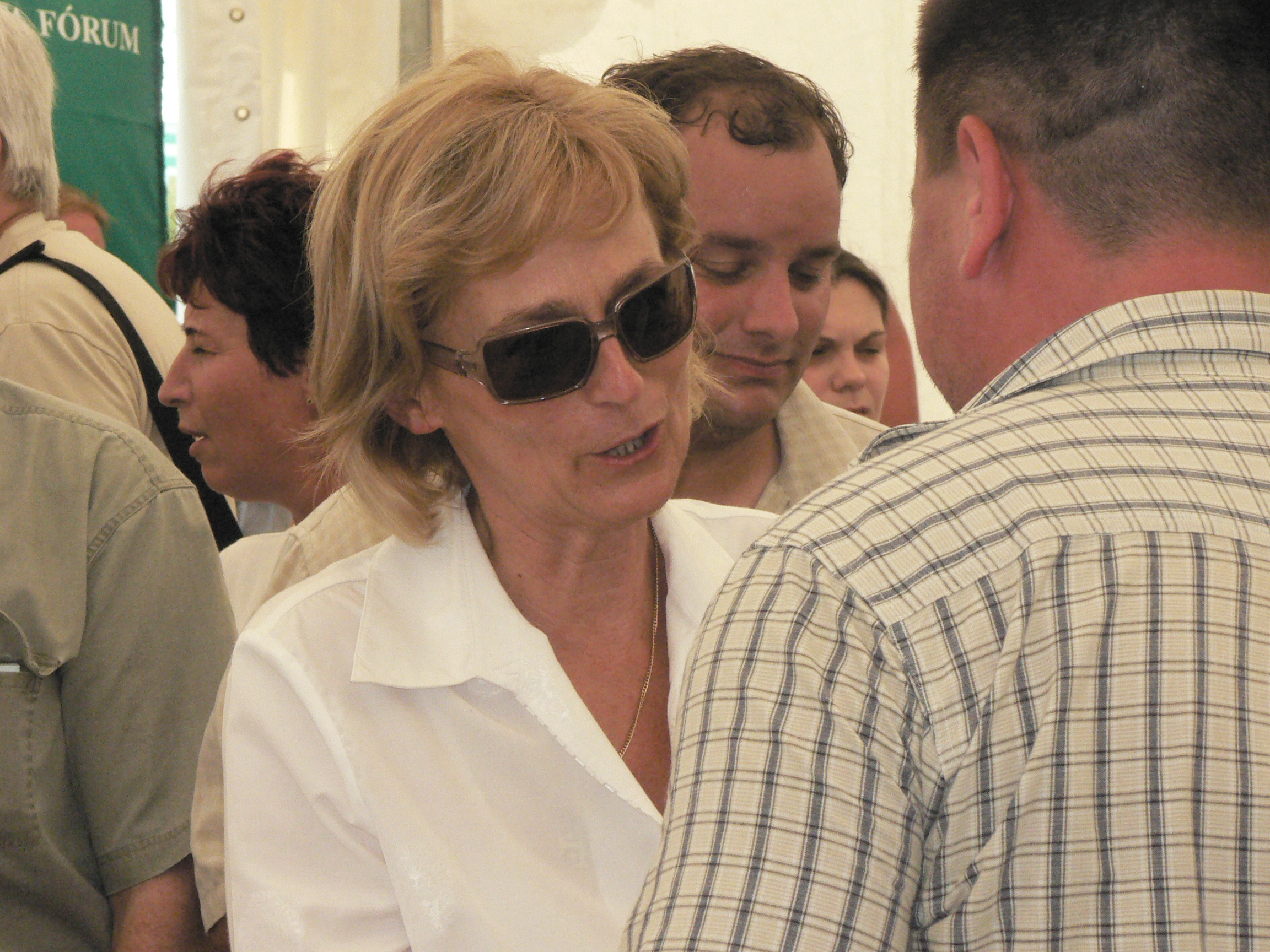
Dávid Ibolya 2005. június 24-én az MDF Somló hegyén tartott összejövetelén

Pártja mindkét nagy párttól távolságtartó politikával próbált eredményes lenni. A párt átlépte az 5%-os parlamenti küszöböt és ezzel 1994 óta először volt képes önállóan bekerülni az Országgyűlésbe. Központi eleme volt a kampányuknak, hogy sem Gyurcsány Ferencet, sem Orbán Viktort nem segítik kormányra. Ez a két forduló között főleg utóbbi irányában mutatkozott meg, amikor elutasította a Fidesz közeledését (Bod Péter Ákos miniszterelnök-jelöltsége, stb.). Ennek hatására a baloldali szavazótáborban nőtt, a jobboldali szavazótáborban viszont csökkent népszerűsége. A két párt viszonya azóta jelentősen romlott. Az őszi önkormányzati választáson ismét bejutott a Tolna Megyei Közgyűlésbe.
2007. március 11-én az MDF kongresszusa ötödször választotta pártelnöknek. Azonban Dávid egyre inkább erővel vezette a pártot, a vele ellenszegülőket kizáratta, az Almássy Kornél által vezetett ifjúsági csoportot felfüggesztette, ezért számos prominens személy elhagyta a pártot, vagy kizárták. Egész alapszervezetek függesztették fel működésüket, vagy léptek ki tömegesen az MDF-ből. Már a kopogtatócédulák összeszedése is nehezen ment a pártnak, és a 2010. április 11-én lezajlott országgyűlési választás első fordulójában az MDF 2,7%-os eredményt ért el. Dávid Ibolya még aznap este bejelentette lemondását a pártelnöki posztról, az MDF megszűnt parlamenti párt lenni. Mivel az MDF nem lépte túl országosan a listás szavazatok 5%-át, így kiesett az Országgyűlésből.

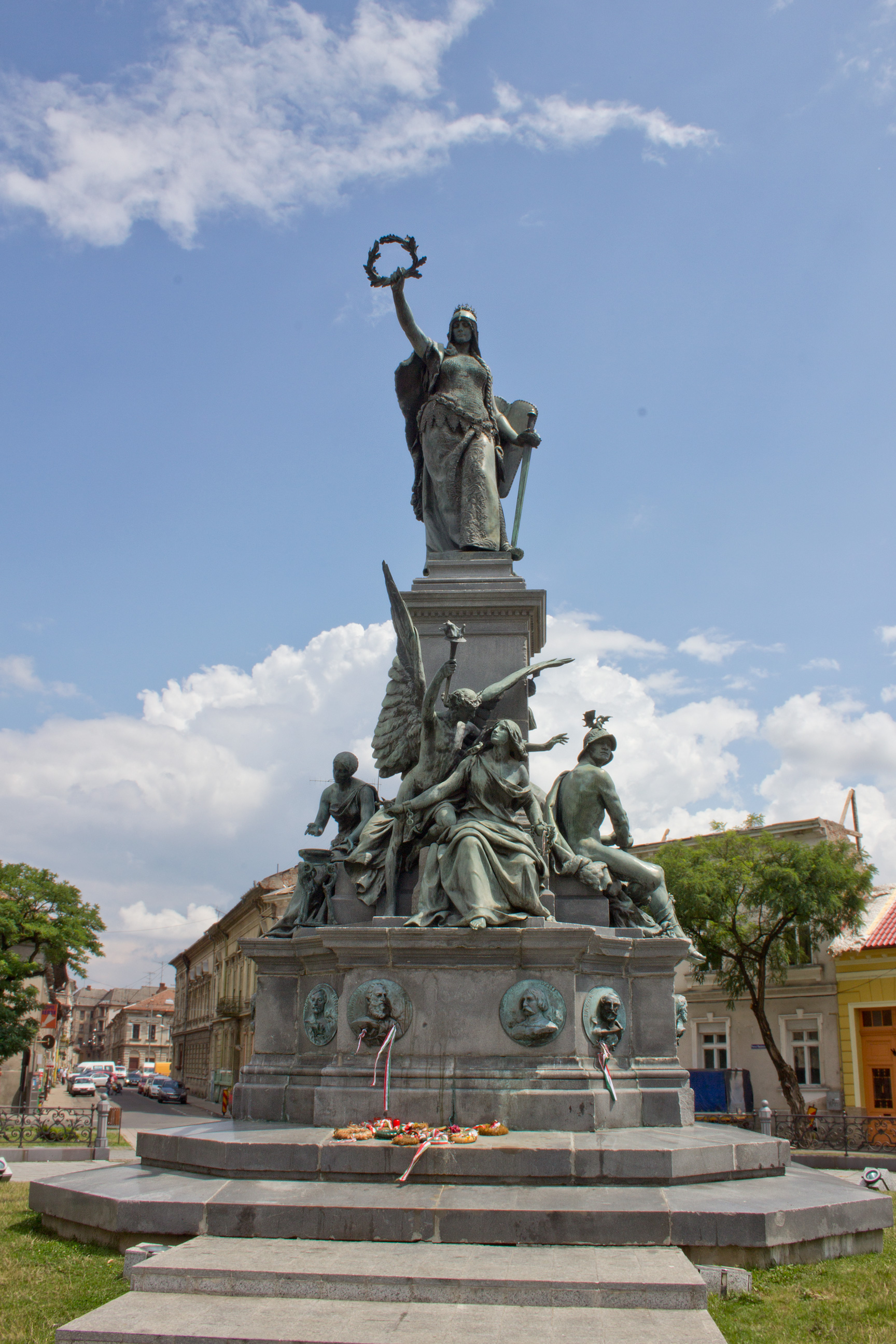
A visszaállított Szabadság-szobor Aradon

## Szerepe az aradi Szabadság-szobor visszaállításában
Az első világháború után a Zala György által készített Szabadság-szobrot az új hatalom eltávolította Arad főteréről. Dávid Ibolya, minisztersége idején többször tárgyalt a román kormány vezetőivel a szobor visszaállításáról. A tárgyalások sikerrel jártak, és ezek eredményeképpen a szobor 2004-ben visszakerült a helyére. A szobor avatási ünnepségén  mint az országgyűlés alelnöke vett részt.

## Vitatott cselekedetei, lépései
2009 júniusában a Legfőbb Ügyészség kérte a Parlamenttől Dávid Ibolya és Herényi Károly mentelmi jogának felfüggesztését, mivel gyanúsítottként szeretnék meghallgatni őket az UD Zrt. lehallgatási ügyében.
Dávid és Herényi azt állították „nem szeretnének a képviselői mentelmi joguk mögé bújni” valamint, hogy maguk „kérni fogják a felfüggesztést.” Az Országgyűlésben a kérdés 2009 októberében szavazásra került, ahol a ház úgy döntött, nem függeszti fel Dávid Ibolya és Herényi Károly mentelmi jogát. A 2010-es országgyűlési választáson az MDF szavazatainak aránya nem érte el a parlamentbe jutáshoz szükséges minimumot, így az új országgyűlésben már sem Dávid Ibolyát, sem Herényi Károlyt nem illeti meg a mentelmi jog. Mivel a büntetőeljárásról szóló törvény kimondja, hogy a mentelmi jog felfüggesztését követően az eljárást soron kívül folytatni kell, az ügyészség az UD Zrt. ügyében gyanúsítottként hallgatta meg őket 2010. július 7-én.
Dávid Ibolya 2008 szeptemberében sajtótájékoztatón számolt be arról, hogy titokban rögzített hangfelvételek tanúsága szerint közéleti szereplők megbízásából az UD Zrt.-hez köthető személyek be akartak avatkozni pártja életébe. Emiatt több büntető- és polgári eljárás indult, a cég elleni nyomozások azonban idővel megszűntek. A Kúria 2012. szeptember 12-én felmentette Dávid Ibolyát az ellene felhozott vádak alól. A felülvizsgálati eljárásban hatályon kívül helyezték a korábbi jogerős, Dávid Ibolyát elmarasztaló ítéletet, és elutasították az ellene titokban készített hangfelvételek nyilvánosságra hozása miatt benyújtott keresetet. Dávid Ibolya ellen pedig jogerősen polgári pereket nyertek azok, akik szerinte közreműködtek az akcióban, majd a politikus ellen vádat emelt az ügyészség. 2012-ben Dávid Ibolyát első fokon felmentették a vádak alól, a Kúria pedig a harmadik polgári perben is elutasította a Dávid Ibolya ellen benyújtott keresetet.

## Családja
Házas, férje közjegyző. Két gyermekük született (egy lány és egy fiú).

## Díjai
A Francia Becsületrend (2003)

## Művei
- Miért éppen én? Dávid Ibolya beszélgetései; közrem. Kálmán Zsuzsa; Kráter Műhely Egyesület, Pomáz, 2001

## Érdekességek
- 2009-ben a Tudósok zenekar lemezt adott ki Dávid Ibolya titkos élete címen[15]